# Aleksandr Burdonski
Aleksandr Wasiljewicz Burdonski (ros. Александр Васильевич Бурдонский, ur. 14 października 1941, zm. 24 maja 2017) – rosyjski reżyser teatralny. Wnuk Józefa Stalina.
Starszy syn Wasilija Stalina. Pochowany na Cmentarzu Wagańkowskim w Moskwie.

## Odznaczenia
- Zasłużony Działacz Sztuk RFSRR (1985)
- Ludowy Artysta Federacji Rosyjskiej (1996)[3]